# Pinar Toprak
Pinar Toprak (Istanboel, 18 oktober 1980) is een Turkse componiste van met name filmmuziek.
Toprak werd geboren en getogen in Istanboel. Op haar vijfde begon ze met een klassieke muziekopleiding. Nadat ze compositie en meerdere instrumenten aan het conservatorium had gestudeerd, verhuisde ze als tiener naar de Verenigde Staten om in Chicago om jazz te studeren. Daarna studeerde za af met bachelor in filmcompositie aan het Berklee College of Music en een masterdiploma aan de California State University. In 2019 schreef Toprak de originele soundtrack van de film Captain Marvel waarmee ze genomineerd werd bij de World Soundtrack Awards voor de publieksprijs in de categorie Best Score of the Year.

## Filmografie
| Jaar | Titel                               | Opmerkingen         |
| ---- | ----------------------------------- | ------------------- |
| 2003 | Controlled Chaos                    |                     |
| 2006 | Behind Enemy Lines II: Axis of Evil |                     |
| 2007 | Daydreamer                          |                     |
| 2007 | Sinner                              |                     |
| 2007 | Fall Down Dead                      |                     |
| 2007 | Say It in Russian                   |                     |
| 2008 | Ocean of Pearls                     |                     |
| 2009 | The Crimson Mask                    | met Emir Isilay     |
| 2009 | Breaking Point                      |                     |
| 2009 | The Lightkeepers                    |                     |
| 2011 | Last Will                           |                     |
| 2011 | The River Murders                   |                     |
| 2011 | Girls! Girls! Girls!                | met Heather Schmidt |
| 2012 | Vamperifica                         |                     |
| 2015 | The Challenger                      |                     |
| 2015 | The Curse of Downers Grove          |                     |
| 2017 | The Monster Project                 | met Emir Isilay     |
| 2018 | The Angel                           |                     |
| 2019 | Captain Marvel                      |                     |
| 2019 | Skyfire                             |                     |
| 2022 | The Lost City                       |                     |
| 2022 | Slumberland                         |                     |
| 2022 | Shotgun Wedding                     |                     |
| 2023 | PAW Patrol: The Mighty Movie        |                     |
| 2023 | Family Switch                       |                     |
| 2024 | Lonely Planet                       |                     |

## Overige producties

### Computerspellen
| Jaar | Titel                        | Opmerkingen                         |
| ---- | ---------------------------- | ----------------------------------- |
| 2006 | Ninety-Nine Nights           |                                     |
| 2017 | Fortnite                     | met Marco Beltrami en Rom Di Prisco |
| 2023 | Avatar: Frontiers of Pandora |                                     |

### Televisiefilms
| Jaar | Titel                         | Opmerkingen |
| ---- | ----------------------------- | ----------- |
| 2008 | Beyond Loch Ness              |             |
| 2008 | Orge                          |             |
| 2008 | Ba'al                         |             |
| 2009 | Wyvern                        |             |
| 2010 | Mongolian Death Worm          |             |
| 2010 | Medium Raw: Night of the Wolf |             |
| 2015 | Clan of the Cave Bear         |             |

### Televisieseries
| Jaar | Titel                                 | Opmerkingen       |
| ---- | ------------------------------------- | ----------------- |
| 2018 | Krypton                               | 2018-2019         |
| 2020 | Stargirl                              | 2020-2022         |
| 2024 | Tomb Raider: The Legend of Lara Croft | met Gerrit Wunder |

### Documentaires
| Jaar | Titel                  | Opmerkingen     |
| ---- | ---------------------- | --------------- |
| 2008 | Pregnant in America    |                 |
| 2013 | The Wind Gods          |                 |
| 2015 | In Utero               |                 |
| 2018 | The Tides of Fate      |                 |
| 2021 | With This Breath I Fly |                 |
| 2023 | Uncharitable           | met Emir Isilay |

### Documentaire series
| Jaar | Titel            | Opmerkingen      |
| ---- | ---------------- | ---------------- |
| 2020 | McMillions       |                  |
| 2020 | Marvel's 616     |                  |
| 2024 | Our Living World | met Tyler Durham |

## Prijzen en nominaties

### Emmy Awards
| Jaar | Titel      | Categorie | Uitslag     |
| ---- | ---------- | --- | ----------- |
| 2020 | McMillions | Beste muziekcompositie voor een documentaireserie of special (originele dramatische partituur), voor aflevering 1 | Genomineerd |

### Grammy Awards
| Jaar | Titel                        | Categorie                                                          | Uitslag     |
| ---- | ---------------------------- | ------------------------------------------------------------------ | ----------- |
| 2025 | Avatar: Frontiers of Pandora | Beste soundtrack voor computerspellen en andere interactieve media | Genomineerd |